# Givosiran
Le Givosiran est un médicament utilisé dans le traitement de la porphyrie aiguë intermittente. Il est vendu sous la marque Givlaari.

## Mode d'action
Il s'agit d'un petit ARN interférent  qui diminue la quantité de l'enzyme acide aminolévulinique synthase 1  et diminue donc la production d'hème ,.

## Usage médical
C'est un médicament utilisé pour traiter la porphyrie aiguë intermittente. Il est administré par injection sous-cutanée. Le médicament est utilisé chez les personnes de plus de 11 ans.

## Effets secondaires
Les effets secondaires de ce médicament  comprennent des douleurs au site d’injection, des nausées ou de la fatigue. D'autres effets secondaires peuvent inclure l'anaphylaxie, des problèmes rénaux oudes problèmes hépatiques. 

## Histoire
Le médicament a été approuvé pour un usage médical aux États-Unis en 2019 et en Europe en 2020,. Au Royaume-Uni, un flacon de 189 mg coûte au NHS environ 4 200 livres sterling  à partir de 2021. Le prix aux États-Unis est d'environ 40 700 dollars américains par flacon.